# Manduca incisa
Manduca incisa is een vlinder uit de familie van de pijlstaarten (Sphingidae). De wetenschappelijke naam van de soort werd in 1956 gepubliceerd door Francis Walker.